# 心頭滅却すれば火もまた涼し
心頭滅却すれば火もまた涼し（しんとうめっきゃくすればひもまたすずし）は、唐の時代の中国からのことわざ。

## 概要
人間というのは無念無想の境地に至ったならば、火さえも涼しく感じられるようになるということである。このことからどのような困難や苦難であっても、それを超越した境地に入ったならば何とでもないことになるということである。このたとえから、いかなる苦痛であっても心の持ち方次第でしのぐことができるということである。

### 歴史

#### 中国
この言葉は唐の時代の中国の杜荀鶴によって書かれた『夏日題悟空上人院』という漢詩から来ている。ここでは安らかに座禅を組むためには必ずしも山水の地に出かける必要は無く、心の中の雑念を打ち払ったならば、たとえ火の中にいようとも涼しく感じるとされている。無我の境地に達したならば、どんな環境にいようとも関係の無いことということである。

#### 日本
1486年に日本で書かれた蔗軒日録という書物に、古人が心頭滅却すれば火もまた涼しと言っていたと記されている。
1582年4月に織田信長の軍勢によって恵林寺の僧侶は残らず山門に追い上げられる。それから火を放たれるのであるが、その時に恵林寺にいた快川紹喜という禅師は、心頭滅却すれば火もまた涼しという言葉を発して焼死した。この焼死を中里介山は従容として死に就いた豪い出家であると評した。
夏の暑さ等に使われることが多い

【由来】
中国の詩人杜荀鶴の詩句に由来する